# 아이웹

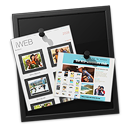

아이웹(IWeb)은 애플이 개발한 템플릿 기반 위지위그 웹사이트 생성 도구이다. 아이웹의 최초 버전은 2006년 1월 10일 디지털 라이프스타일 애플리케이션의 아이라이프 '06 제품군의 일부로서 맥월드 콘퍼런스 & 엑스포에서 발표되었다. 아이웹 '11은 2010년 10월 20일 아이라이프 11 제품군의 일부로서 발표되었으나 이전 릴리스(버전 3.0.2)에서 업데이트되지 않았다.
아이웹을 사용하면 사용자는 웹사이트와 블로그를 만들고 자신만의 텍스트, 사진, 영상과 함께 커스터마이즈가 가능하다. 그 뒤 사용자는 모바일미나 FTP를 경유한 다른 호스팅 서비스에 자신의 웹사이트를 게시할 수 있다. 모바일미로의 게시 기능뿐 아니라 아이웹은 페이스북, 유튜브, 구글 애드센스, 구글 지도 등 다른 서비스와도 연동된다. 애플은 2011년 아이웹의 개발을 중단했다.